# Acacia undulifolia
Acacia undulifolia é uma espécie de leguminosa do gênero Acacia, pertencente à família Fabaceae.